# إبراهيم حسين إسماعيل
إبراهيم حسين إسماعيل (ولد في 1960 في النويدرات، البحرين - توفي في 27 سبتمبر 2006 في البحرين) أكاديمي وكاتب عمود وسياسي بحريني. كان أول رئيس للمجلس البلدي للمحافظة الوسطى.

## النشأة والتعليم
ولد إبراهيم في قرية النويدرات العام 1960.
حاصل على شهادة بكالوريوس لغة عربية ودبلوم دراسات عليا.

## المسيرة المهنية والسياسية
تدرج في وزارة التربية والتعليم من مدرس إلى مدرس أول ومن ثم رئيس مركز مصادر تعلم للمعلمين (1992 - 1997). شارك في العمل على تأسيس جمعية المعلمين البحرينيين. أدار وشارك في الكثير من الفعاليات التربوية داخل وخارج البحرين.
تم تعيينه عضوا في مجلس شورى جمعية الوفاق الوطني الإسلامية الشيعية. في 7 مايو 2002 وصرح إبراهيم: «نحن مع إنجاح تجربة الانتخابات البلدية رغم تحفظاتنا على توزيع الدوائر والصلاحيات المحدودة للمجلس البلدي». انتخب في العام 2002 ممثلا عن الدائرة السادسة في الانتخابات البلدية وانتخب رئيسا للمجلس البلدي في المحافظة الوسطى.
له خبرة عملية وميدانية في إدارة مؤسسات العمل الخيري التطوعي لأكثر من 20 سنة. هو عضو في الكثير من الفعاليات المهنية والثقافية مثل دار الحكمة البحرينية واتحاد المكتبات العربية. تولى رئاسة رئيس الجمعية الحسينية بالنويدرات لثلاث دورات متتالية. كذلك تولى منصب نائب رئيس صندوق النويدرات الخيري. كما عين رئيس مجلس إدارة مأتم آل إسماعيل (1995-1997). مؤسس ورئيس معهد البيان. له الكثير من الكتابات الأدبية والعامة في الصحف المحلية وخارج البحرين.

## الحياة الشخصية
متزوج وله ثلاثة أولاد وبنتان.
إبراهيم هو شقيق الناشط السياسي عبد الوهاب حسين.